# Iveco EuroTrakker
 (mai 2011).
Si vous disposez d'ouvrages ou d'articles de référence ou si vous connaissez des sites web de qualité traitant du thème abordé ici, merci de compléter l'article en donnant les références utiles à sa vérifiabilité et en les liant à la section « Notes et références ».
L'Iveco EuroTrakker est un véhicule lourd, camion porteur et tracteur de semi-remorques fabriqué par le constructeur italien Iveco de 1993 à 2004. 
Il remplace la précédente gamme de véhicules de chantier Fiat 300 & Iveco 330 qui étaient des Fiat V.I. rebadgés.
Ce véhicule de chantier haut de gamme couvre la tranche lourde de transport de 18 à 72 tonnes.

## L'EuroTrakker en synthèse
Le marché des véhicules de chantier est extrêmement complexe, compte tenu du grand nombre d'applications concernées : véhicules à 2, 3 ou 4 essieux ; traction intégrale ou partielle ; large éventail de puissances ; porteurs et tracteurs ; modèles légers ou oversize ; versions spéciales. 
L'EuroTrakker a été conçu pour répondre aux exigences de toutes les missions extrêmes tout-terrain, pour des charges de 18 à 72 tonnes, une suspension à lames de type Cantilever, des freins à tambours à air. Ce camion est une synthèse de robustesse et de fiabilité.
La calandre reprend le family feeling de la gamme routière EuroTech.
Pour répondre au demandes du plus grand nombre, la gamme EuroTrakker se décline en plusieurs versions (conduite à gauche ou à droite) et deux moteurs. 
Les porteurs sont disponibles en configuration 4x2, 4x4, 6x4, 6x6, 8x4 et 8x8 avec des puissances allant de 310 à 450 ch. Les tracteurs sont disponibles en configuration 4x2, 4x4, 6x4 et 6x6, avec des puissances comprises entre 310 et 450 ch.
Dernière production de la gamme de chantier Iveco, l'EuroTrakker perpétue la longue tradition de la gamme de véhicules de chantier/BTP Fiat V.I.-Iveco-Magirus, développée pour répondre aux attentes d'une clientèle très spécialisée. 
L'EuroTrakker a été étudié pour faciliter les transformations, grâce à une vaste gamme de transmissions et de prises de mouvement. Les véhicules utilisés dans le secteur BTP sont essentiellement des porteurs et, si la benne est la carrosserie la plus répandue, il existe aussi des applications très spécifiques comme les portes-malaxeurs qui acheminent le béton prêt à l'emploi. On trouve aussi des plateaux, souvent équipés de grues. Il est donc évident que l'intervention du carrossier est nécessaire non seulement pour les tracteurs, mais aussi – et surtout – pour les porteurs.
Décliné en version 4x2 - 4x4 - 6x4 - 6x6 - 8x4 et 8x6, c'est un camion de chantier par vocation, en version porteur comme tracteur. Son PTRA atteint les 72 tonnes sur les marchés dont le code l'autorise.
Il sert de base aux véhicules spéciaux pour transports exceptionnels développés par la filiale d'Iveco : SIVI.

## La seconde série Cursor
En 2000 la gamme EuroTrakker a connu une grosse évolution mécanique avec la présentation de la seconde série, intégrant les motorisations Iveco Cursor.
Un couple constant : parmi les caractéristiques intrinsèques des moteurs Cursor, rappelons la capacité à développer les valeurs maximales de puissance et de couple sur une vaste plage de régimes de rotation. Le turbocompresseur à géométrie variable développe un couple élevé dès les bas régimes, maintenu constant. De même, la puissance maximale est obtenue bien avant d'atteindre la vitesse de rotation maximum, et elle reste constante jusqu'à cette valeur. Ces qualités assurent d'excellentes performances, permettant d'enclencher des rapports élevés dans des conditions de travail difficiles et de pouvoir toujours disposer d'une grande réserve de puissance. 
Tous ces moteurs Iveco Cursor sont certifiés conformes aux normes Euro 4. Les moteurs utilisent un système d'échappement catalytique sélectif de post-traitement, qui permet également d'optimiser la consommation de carburant. 
Puissants et fiables, les moteurs Cursor ont été conçus pour garantir non seulement d'excellentes performances, mais aussi des coûts d'exploitation réduits, un confort de conduite de haut niveau et une flexibilité hors pair.  
Cette gamme de véhicules de chantier sera remplacée par la gamme Trakker en 2004.

## La version militaire
Comme pour la plus grande partie de la gamme Iveco, une version militaire est proposée dans les combinaisons 4x2, 4x4, 6x4, 6x6 et 8x8.

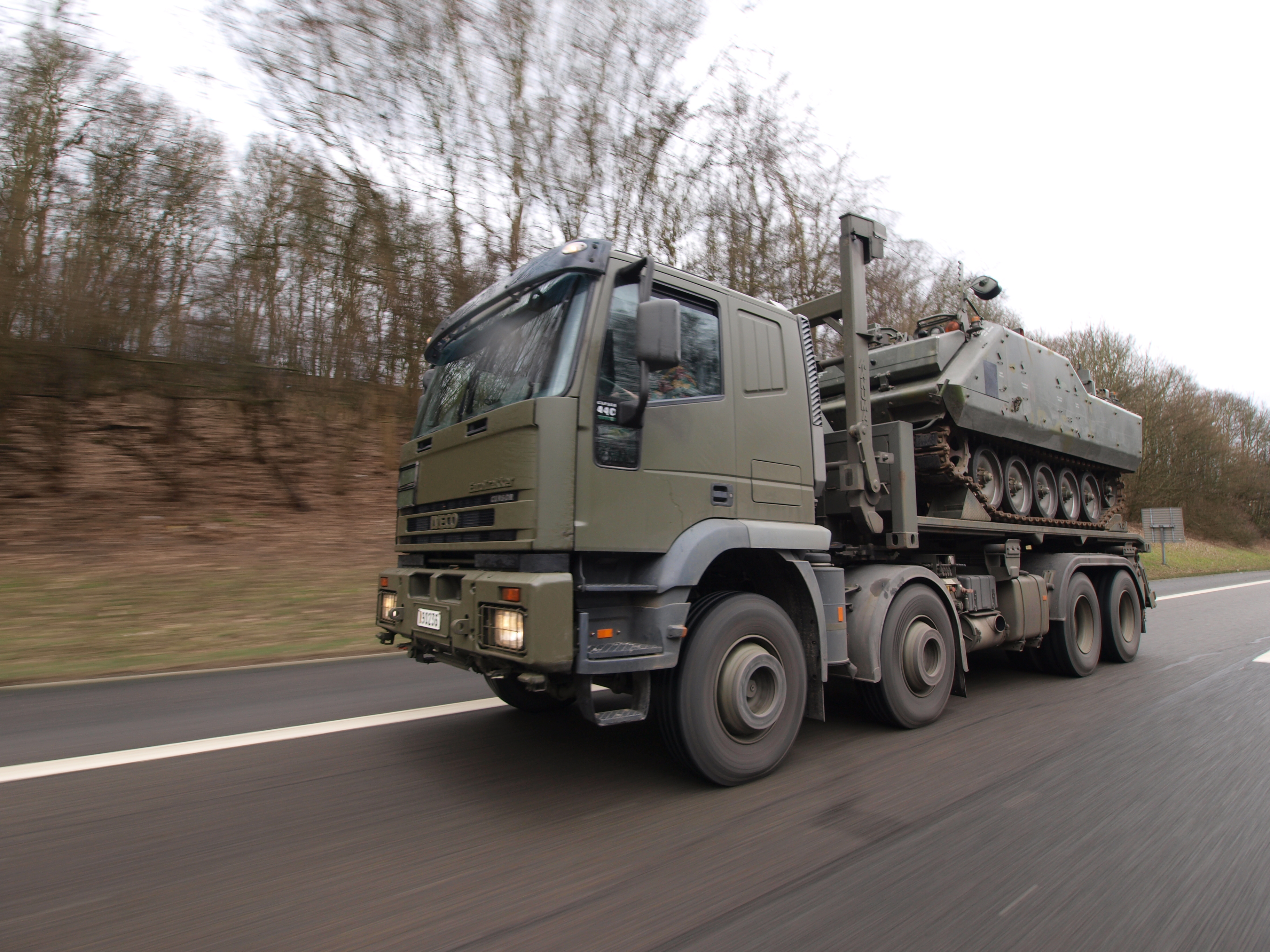
Iveco EuroTrakker 8x8 de l’armée belge embarquant un véhicule de transport de troupes AIFV.

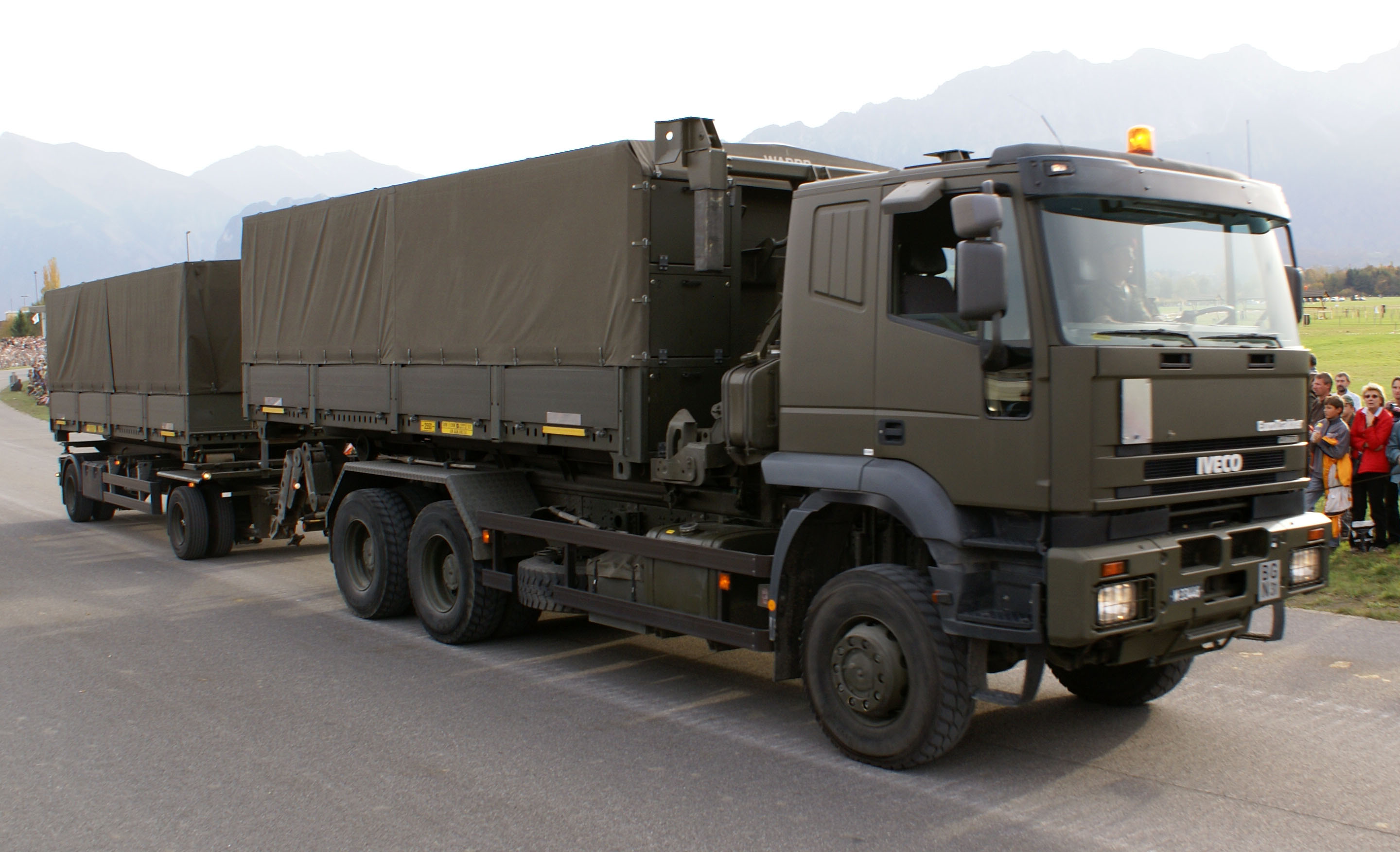
Iveco EuroTrakker de l'armée suisse

L'Armée suisse a acquis une flotte d'EuroTrakker Cursor 310 cv à transmission Eurotronic 12 rapports, en version 4x4 et 6x6. Les utilisations sont diverses : transport de troupe, machines de chantier (génie), benne, porte-conteneur, etc.